# わっきゃない(Z)
「わっきゃない(Z)」（わっきゃないぜっと）は、℃-uteの4枚目のインディーズシングル。

## 概要

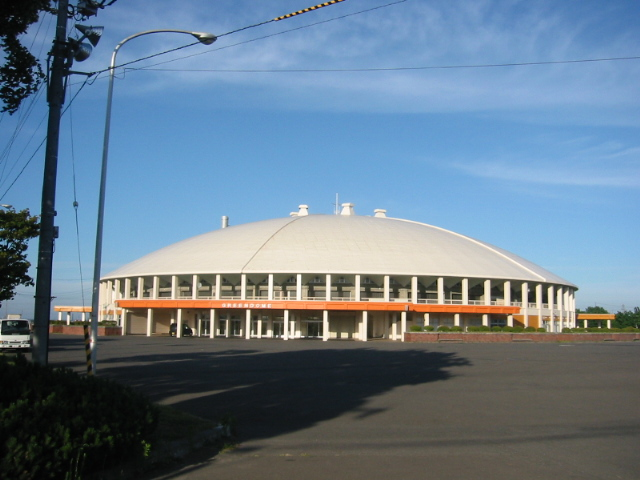
「こども未来博2006」の会場となった月寒グリーンドーム（現在は閉鎖）

- インディーズデビュー以前よりコンサート等で歌われていた℃-ute初のオリジナルソング。楽曲は2005年11月27日にラフォーレミュージアム六本木で行われた「3ヶ月連続℃-ute応援企画第2弾!ファンの集い」において初披露された。
- 本来、℃-uteのインディーズリリースは前作「大きな愛でもてなして」までの3枚が3ヶ月連続リリースとして企画されていた物であるが、それ以前より存在していた本曲が「札幌商工会議所創立100周年記念事業 こども未来博2006」[1]のテーマソングとなった事から、急遽4枚目のインディーズシングルとしてリリースされた[2]。
- シングルの歌詞カードに「※ わっきゃないぜ(Z) = 訳ないぜ（It' easy）の意」という注釈がある。
- ミュージック・ビデオは存在せず、ライブでの映像がミュージック・ビデオ代わりとなっている。
- センター、メインボーカル共に村上愛、鈴木愛理である。
- 村上愛が参加するシングルとしては最後となり、村上のパートは、梅田えりかが受け継ぎ、梅田卒業後は岡井千聖が受け継いでいる。

## 収録曲
1. わっきゃない(Z)
作詞・作曲：つんく　編曲：高橋諭一
2. わっきゃない(Z) (Instrumental)

## 参加ミュージシャン
わっきゃない(Z)
- プログラミング&ギター：高橋諭一
- コーラス：つんく・竹内浩明